# ابراهیم عادل‌شاه یکم
ابراهیم عادل‌شاه یکم چهارمین پادشاه از سلسلهٔ عادل‌شاهی دکن در هندوستان، فرزند اسماعیل شاه، دومین از پادشاهان این دودمان و نوادهٔ یوسف شاه مؤسس این سلسله است.
به روایتی که در هندوستان شایع است یوسف شاه از سلالهٔ سلاطین عثمانی و برادر سلطان محمد خان فاتح بوده و در زمان جلوس سلطان محکوم بقتل گردیده بود. مادرش او را بتدبیر رهانیده و او بایران و از آنجا به هندوستان رفته و بسلطنت رسیده است. ابراهیم صاحب ترجمه پس از برادر خود ملو عادل‌شاه در سال ۹۴۱ هَ. ق . جلوس کرد و پس از ۲۴ سال سلطنت به سال ۹۶۵ وفات یافت. در مدت سلطنت با همسایگان محاربات کرده مذهب تشیع را از کشور خویش برانداخت و مذهب حنفی را ترویج و ایرانیان را از ملک خویش اخراج و زبان فارسی را ترک کرده زبان اردو را زبان رسمی قرار داد. پایتخت او شهر بیجاپور بوده است.